# Двораковский, Владислав
Владислав Двораковский (пол. Władysław Dworakowski; 10 сентября 1908, Обласы — 17 ноября 1976, Варшава) — польский партийный и государственный деятель, в середине 1950-х – член политбюро ЦК ПОРП, вице-премьер ПНР, председатель Комитета общественной безопасности.

## Биография
Родился в крестьянской семье из Радомской губернии Царства Польского. Окончил профессиональное училище, работал в слесарем. Идейно и политически придерживался коммунистических взглядов. С 1931 был членом Коммунистического союза польской молодёжи. В 1934–1938 член компартии Польши.
После оккупации страны участвовал в подполье. С 1943 член Польской рабочей партии. Как боец Армии Людовой активно участвовал в Варшавском восстании.

## Партийно-государственная карьера
С 1945 на партийной работе. Был секретарём партийных комитетов в Гданьске, Варшаве, Лодзи. С ноября 1952 по март 1954 – вице-премьер ПНР в правительстве Болеслава Берута. В 1954–1956 член политбюро ЦК ПОРП. Избирался членом Крайовой Рады Народовой, затем, до 1957 – депутат Сейма.
В декабре 1954 Госсовет ПНР принял решение о расформировании Министерства общественной безопасности (МОБ) – главного силового органа первых лет ПНР. Функции МОБ были разделены между МВД и вновь созданным Комитетом общественной безопасности (КОБ). Спецслужбы и политический сыск перешли в ведение КОБ. Первым председателем КОБ 14 декабря был назначен В. Двораковский.
Масштаб политических преследований при нём заметно сократился, были освобождены многие политзаключённые. Именно В. Двораковский, как глава КОБ, посетил в тюремном госпитале Владислава Гомулку и сообщил о его освобождении.

### В партийной оппозиции
XX съезд КПСС, Познанские события, смерть Болеслава Берута резко обострили политическую ситуацию в Польше в 1956 году. Стало очевидным скорое наступление политических перемен. Руководство и актив ПОРП раскололись на противостоящие фракции: “пулавяне” стали выступать за либерализацию режима, “натолинцы” оставались на ортодоксальных позициях и настаивали на продолжении прежнего сталинско-берутовского курса (к тому же отличались определённым антисемитским уклоном). В. Двораковский, наряду с Францишеком Юзвяком, Александром Завадским, Владиславом Кручеком, Казимежем Миялем, принадлежал к лидерам «натолинцев».
21 октября 1956 первым секретарём ЦК ПОРП был избран Владислав Гомулка, выступавший тогда под лозунгами демократизации и десталинизации. Вместе с тем «натолинцы» потерпели полное поражение, их представители, в том числе В. Двораковский, были выведены из партийного руководства. Двораковский не принял нового политического курса и вскоре полностью отошёл от политики. С 1959 он вернулся к профессии слесаря.
В 1965 он, оставаясь убеждённым сталинистом, участвовал в создании нелегальной компартии Польши во главе с Казимежем Миялем. Таким образом, бывший член политбюро и руководитель госбезопасности страны стал членом подпольной организации. Однако большой активности он не проявлял.
Скончался в возрасте 68 лет. Похоронен на кладбище Воинские Повонзки с государственными почестями.